# Axel Schultes
Axel Schultes (né le 17 novembre 1943 à Dresde) est un architecte et urbaniste allemand.

## Biographie
Schultes étudie l'architecture de 1963 à 1969 à l'université technique de Berlin. Après avoir obtenu son diplôme en 1972, il fonde le cabinet d'architecture BJSS avec Dietrich Bangert, Bernd Jansen et Stefan Jan Scholz. Début 1992, il fonde un bureau qui porte son nom avec Charlotte Frank, avec qui il travaillait au sein de BJSS depuis 1987, et Christoph Witt.
Depuis 2003, il enseigne au département d'architecture de l'académie des beaux-arts de Düsseldorf. Depuis 2000, il est membre de l'académie des arts de Berlin.
Axel Schultes Architekten remporte le concours pour la conception et l'emplacement futurs des bâtiments fédéraux à Spreebogen face à 834 autres projets et se fait un nom avec une barre audacieuse, le Band des Bundes. Dans les annonces suivantes, Schultes et Frank remportent également le concours d'architecture organisé pour la Chancellerie fédérale à Berlin, achevée en 2001 sur la base de leur conception urbaine.
Schultes soumet ensuite le projet dans la revue politique Cicero à une critique fondamentale. Il se plaint de l'échec de l'idée sous-jacente d'unification des deux quartiers de Berlin-Est et de Berlin-Ouest. Il n'est pas arrivé à la synthèse, il voulait mettre en œuvre la planification urbaine de la réunification. Schultes décrit la région comme une renonciation antérieure au Bürgerforum où la Chancellerie est isolée. Elle lui paraît être « une trahison de la République ». Alors que Helmut Kohl lui laisse une grande liberté, il est en conflit avec les délégués pour la Culture de Gerhard Schröder. Il critique le Mémorial aux Juifs assassinés d'Europe et les projets de la Schlossplatz à Berlin.
Le crématorium de Berlin-Baumschulenweg jouit également d'une grande renommée dans le monde professionnel, pour lequel il reçoit l'Architekturpreis Beton en 1999.

## Œuvres

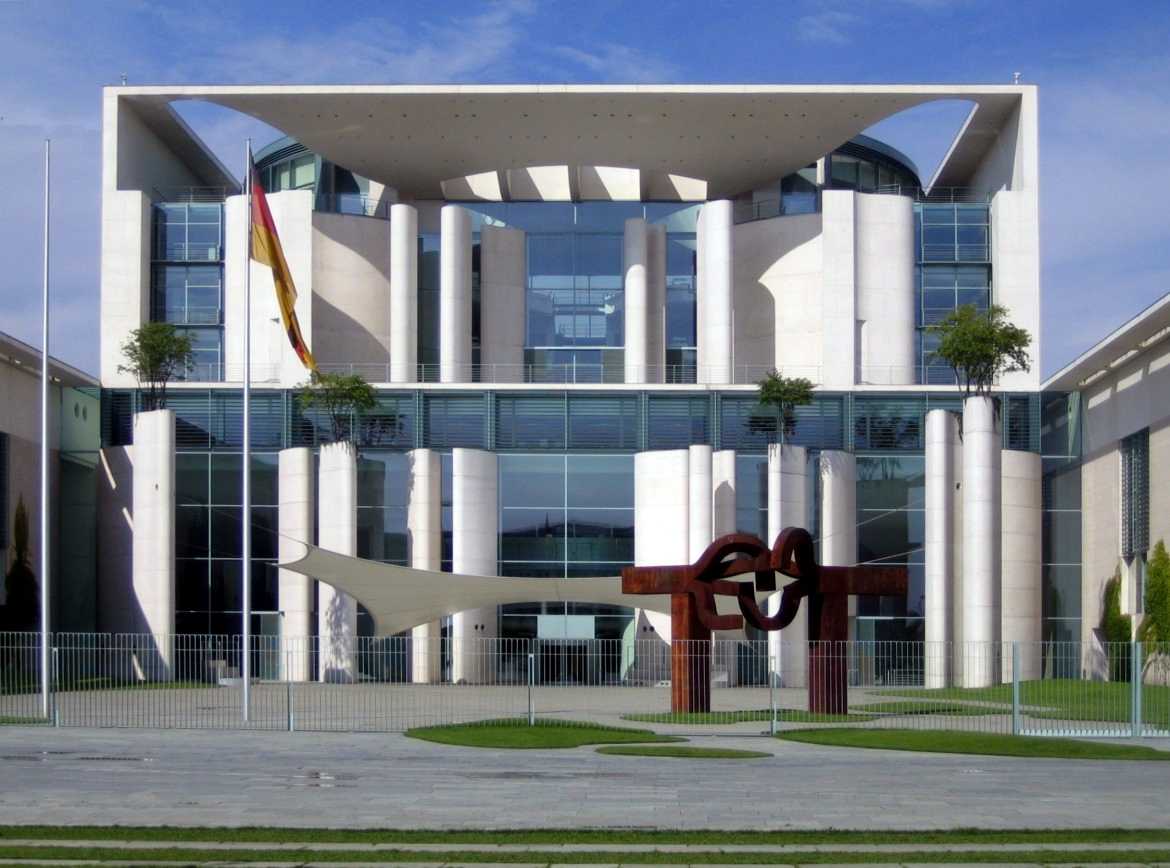
Chancellerie fédérale de Berlin

- 1978–1982 : Vier Stadtvillen, Berlin
- 1979–1980 : Bureau central de l'église évangélique en Allemagne, Hanovre
- 1980 : Centre de formation professionnelle d'Emden
- 1983–1985 : Schirn Kunsthalle Frankfurt
- 1985–1993 : Kunstmuseum Bonn
- 1988 : Habitation, Lützowplatz, Berlin
- 1990 : Maison de l'Histoire, Stuttgart
- 1991 : Extension de la Landeshauses, Wiesbaden
- 1992–1993 : Contribution aux bâtiments fédéraux de Spreebogen, Berlin
- 1993 : Albert-Einstein-Oberschule, Berlin
- 1993 : Parc de bureaux de Welfenplatz, Hanovre
- 1995–2001 : Chancellerie fédérale, Berlin
- 1997–1998 : Crématorium de Berlin-Baumschulenweg, Berlin
- 2000 : Tour Haus Knauthe, immeuble de bureaux et de logements Leipziger Platz, Berlin
- 2005 : Maison Ackermann, Cologne
- 2009 : Station de métro Bundestag de la ligne 55 du métro de Berlin.

## Source, notes et références
- (de) Cet article est partiellement ou en totalité issu de l’article de Wikipédia en allemand intitulé « Axel Schultes » (voir la liste des auteurs).